# 布拉貝格拉本河

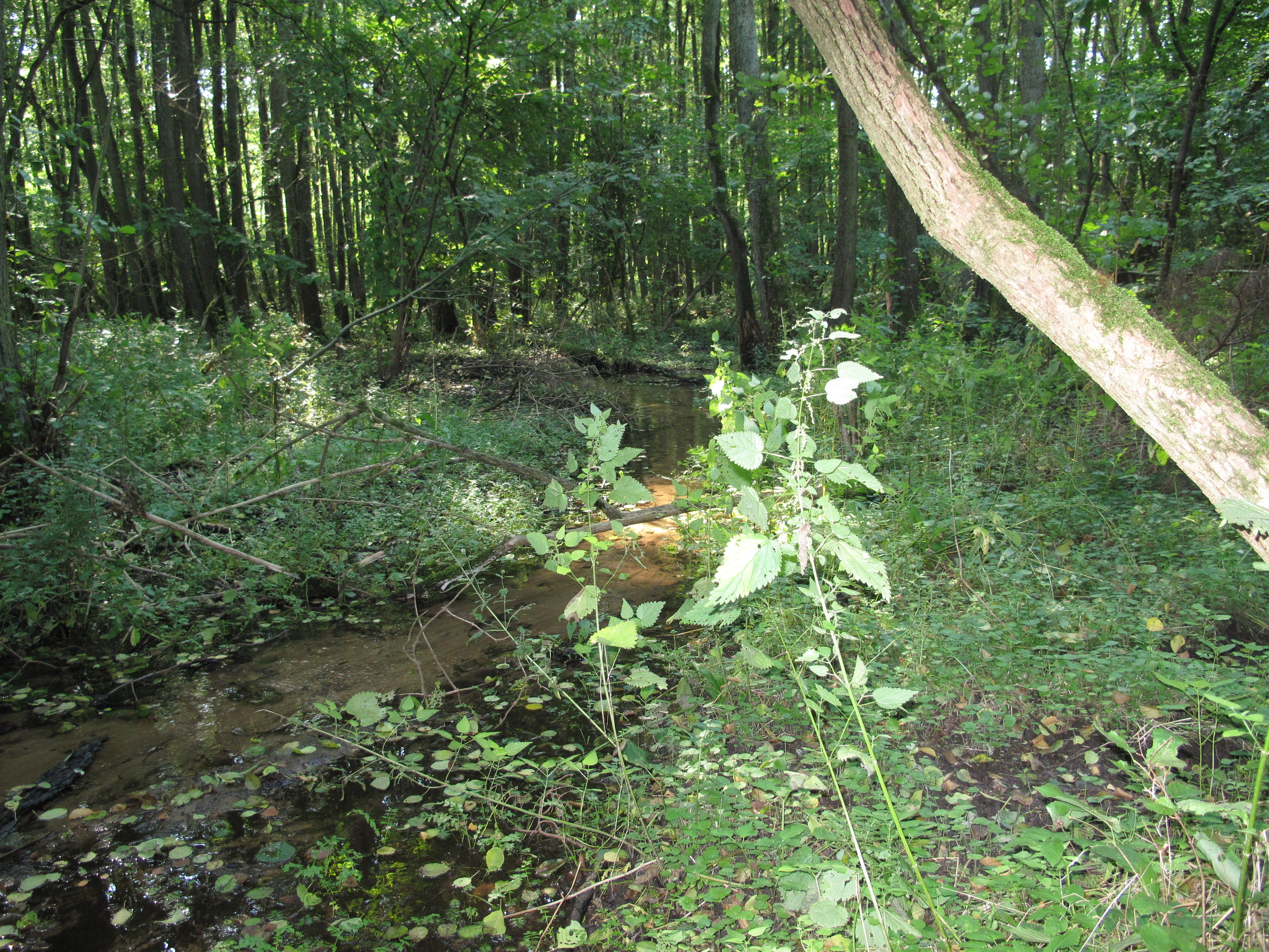
布拉貝格拉本河

52°7′22.4″N 14°3′8.7″E / 52.122889°N 14.052417°E
布拉貝格拉本河（德語：Blabbergraben），是德國的河流，位於該國東北部，由勃蘭登堡州負責管轄，屬於施普雷河的支流，河道全長13.7公里，流域面積53平方公里，發源自黑爾茨貝格湖東北部。